# Val-d'Arguenon
Ne pas confondre avec la  commune nouvelle du Val-d'Arguenon avec le château du Val d'Arguenon, situé en Saint-Cast-le-Guildo.
Val-d'Arguenon est une commune nouvelle française créée le 1er janvier 2025 dans le département des Côtes-d'Armor et la région Bretagne. Elle résulte de la fusion des communes de Pléven et de Pluduno.

## Géographie

### Hydrographie
Pour un article plus général, voir Réseau hydrographique des Côtes-d'Armor.
La commune est située dans le bassin Loire-Bretagne. Elle est drainée par l'Arguenon et le Guébriand,.
L'Arguenon, d'une longueur de 53 km, prend sa source dans la commune du Mené et se jette  dans la Manche en limite de Saint-Cast-le-Guildo et de Saint-Jacut-de-la-Mer, après avoir traversé dix communes. 
Le Guébriand, d'une longueur de 20 km, prend sa source dans la commune de Plédéliac et se jette  dans la baie de l'Arguenon en limite de Saint-Lormel et de Saint-Cast-le-Guildo, après avoir traversé six communes. 
Un plan d'eau complète le réseau hydrographique : l'étang du Guébriand (7,4 ha),.

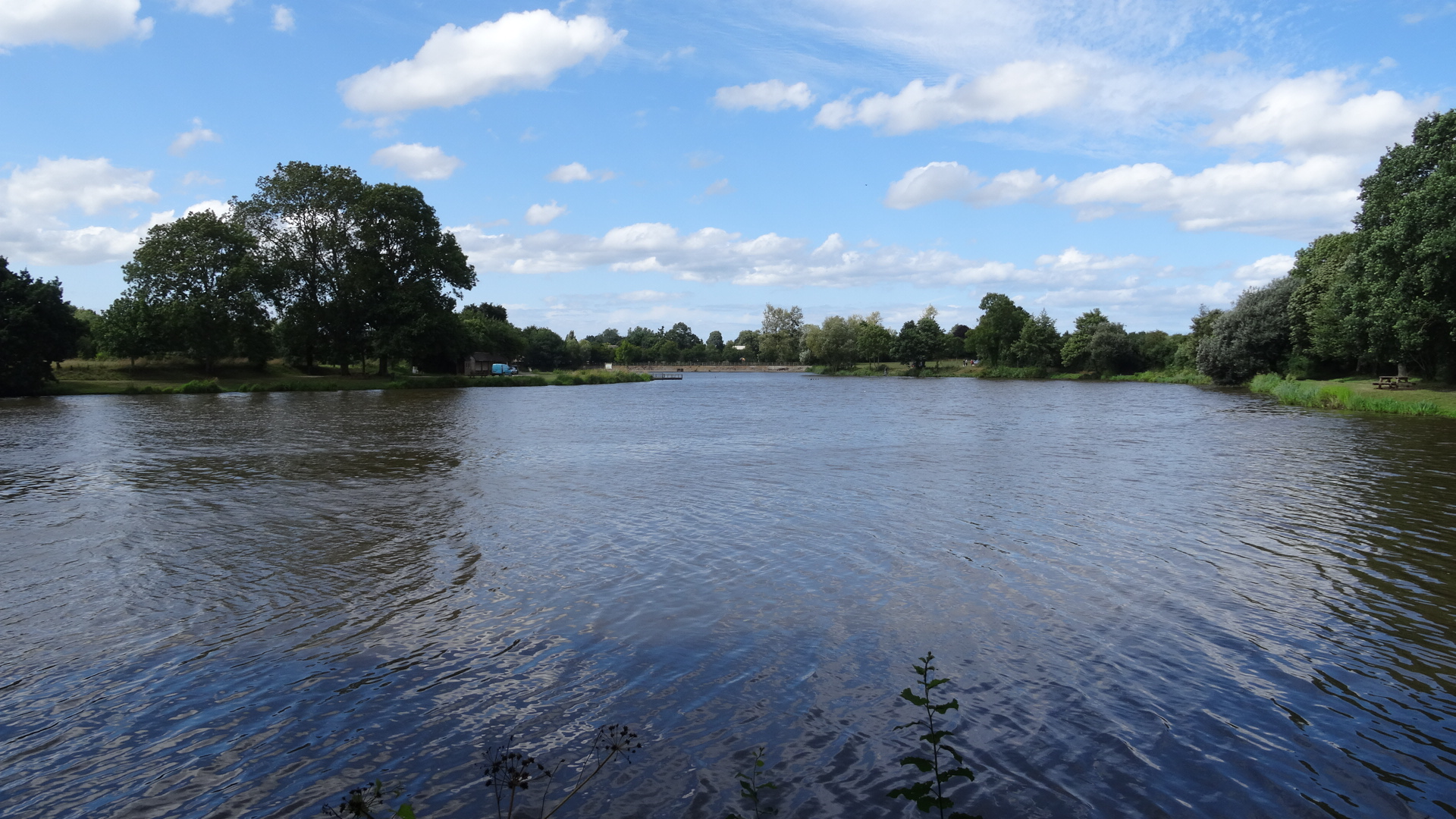
L'étang de Guébriand.
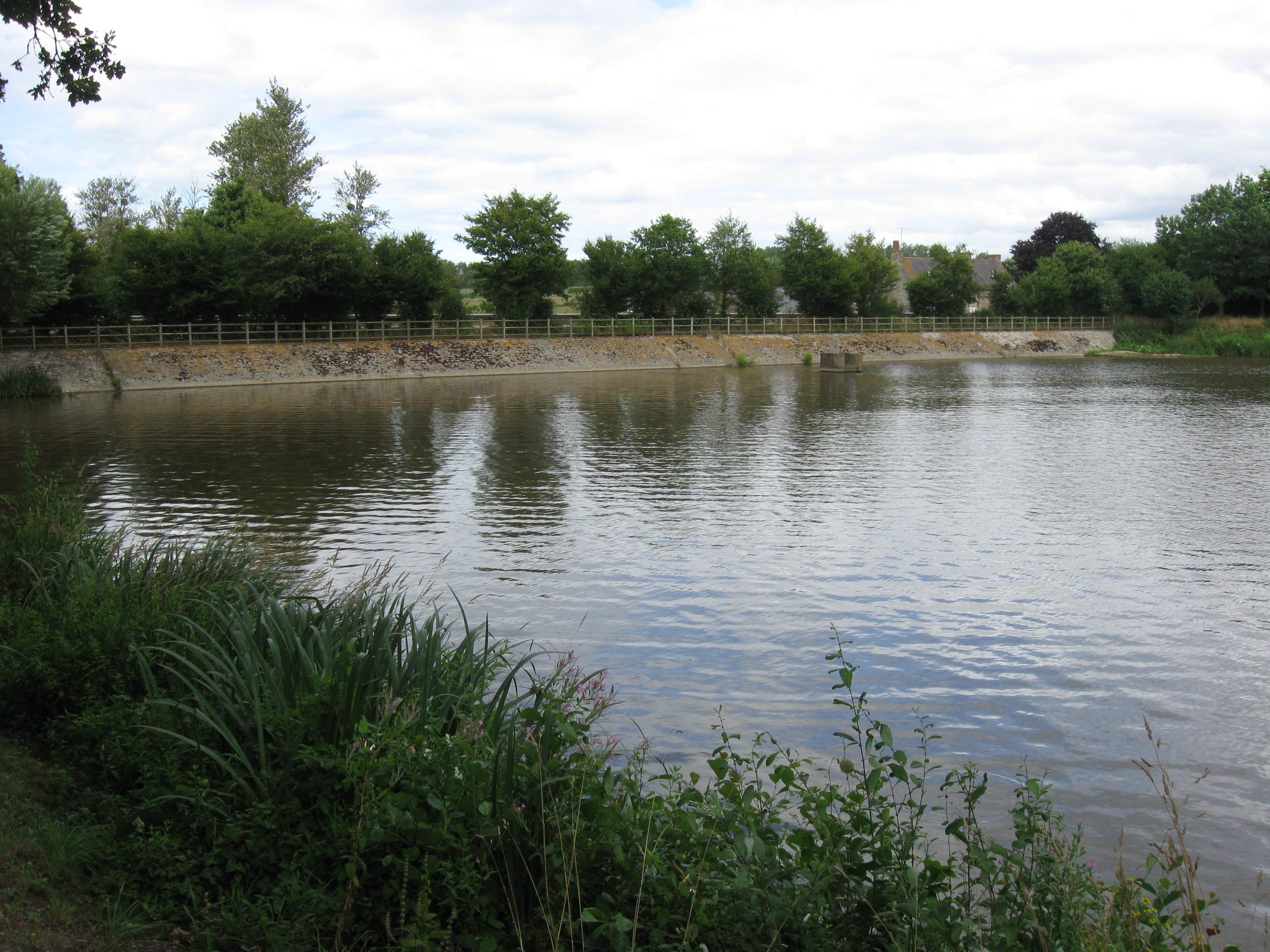
L'étang de Guébriand et sa digue.

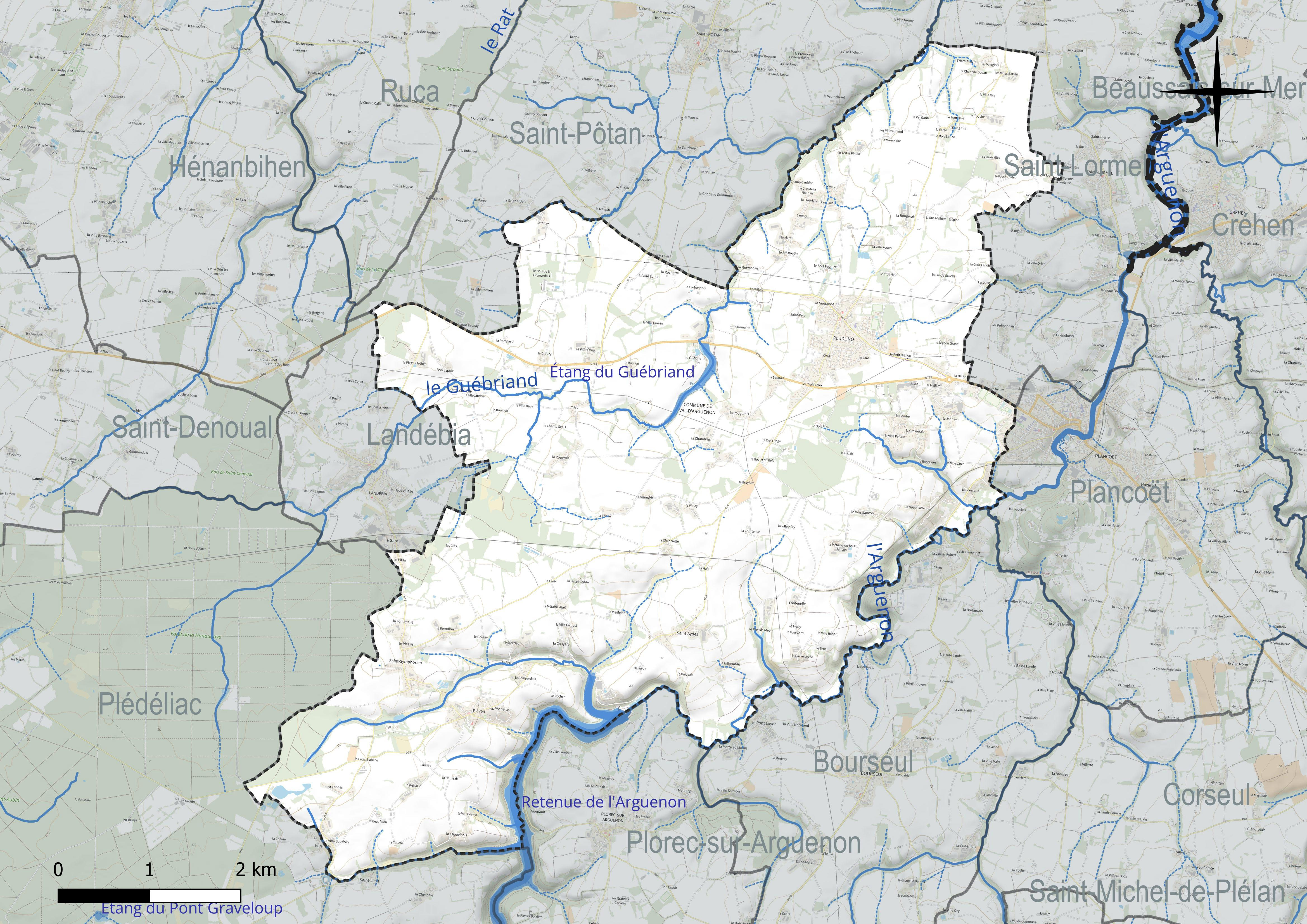
Réseau hydrographique d'Val-d'Arguenon.

## Toponymie
Le nom de la commune reprend celui du fleuve côtier Arguenon, dont le cours passe par le territoire des deux communes fusionnées.
La forme bretonne actuelle proposée par l'Office public de la langue bretonne est Traoñ-Argenon.

## Histoire

### LeXXIesiècle

#### La création de la commune nouvelle
La commune est créée le 1er janvier 2025 à la suite d'un arrêté préfectoral du 10 décembre 2024, par la fusion des communes de Pléven et de Pluduno. Le chef-lieu de la commune nouvelle est fixé à la mairie de l'ancienne commune de Pluduno, les anciennes communes prenant le statut de communes déléguées.

## Politique et administration
Jusqu'aux prochaines élections municipales françaises de 2026, le conseil municipal de la commune nouvelle est constitué de l'ensemble des membres en exercice des conseils municipaux des deux communes fondatrices.

### Liste des maires
| Période      | Période                       | Identité        | Étiquette | Qualité                                                   |
| ------------ | ----------------------------- | --------------- | --------- | --------------------------------------------------------- |
| janvier 2025 | En cours (au 10 janvier 2025) | Maxime Leborgne | DVG       | Chargé de clientèle Ancien maire de Pluduno (2020 → 2025) |

### Communes déléguées
| Nom             | Code Insee | Intercommunalité       | Superficie (km2) | Population (dernière pop. légale) | Densité (hab./km2) |
| --------------- | ---------- | ---------------------- | ---------------- | --------------------------------- | ------------------ |
| Pluduno (siège) | 22237      | CA Dinan Agglomération | 28,32            | 2 205 (2022)                      | 78                 |
| Pléven          | 22200      | CA Dinan Agglomération | 9,73             | 609 (2022)                        | 63                 |

## Population et société

### Démographie
L'évolution du nombre d'habitants est connue à travers les recensements de la population effectués dans la commune depuis sa création.

En 2022, la commune comptait 2 814 habitants.
| 2021  | 2022  |
| ----- | ----- |
| 2 818 | 2 814 |